# 國立成功大學醫學院附設醫院
國立成功大學醫學院附設醫院（簡稱成大醫院）為國立成功大學醫學院附設的教學醫院。創立於1988年，與奇美醫院是臺南市唯二的醫學中心。總院分為西側的門診大樓與東側的住院大樓，兩者以勝利路為分界線，並在2樓有天橋連接。另有附設斗六分院，以及興建中的附設老人醫院與附設沙崙分院。

## 歷史

### 院史
- 1980年，國立成功大學校長夏漢民教授鑒於「發展國立成功大學成為一所完整的綜合大學」及「提升南台灣的醫療水準，平衡南北醫療差距」兩大目標，積極爭取設置成大醫學中心（含醫學院暨附設醫院）。
- 1981年，奉准設置，為中華民國政府遷台以來所設立第一家之國立大學附設醫院。1985年，開工興建，前後歷經七載規劃及3年又4個月施工，完成了當年列為「國家14項建設」的成大醫學中心。
- 1988年6月12日，正式啟用，同年7月1日經衛生署評鑑為「準醫學中心」。
- 1993年7月1日，正式升格為「醫學中心」。[1]
- 2018年8月3日，生醫卓群大樓於台南市北區長榮路、東豐路口舉行動土典禮，2023年8月3日落成[2]。
- 2021年10月22日，老人醫院暨高齡醫藥智慧照護發展教育中心於台南市北區林森路、東豐路口舉行動土典禮，預計2025年完工。[3]
- 2023年11月23日，設於高鐵台南站特定區的國立成功大學附設醫院沙崙分院舉行動土典禮，預計2031年啟用。[4]

### 歷任院長
| 任次      | 姓名   | 任期                   | 備註 |
| 第1任     | 戴東原 | 1988/05/01－1989/06/30 |      |
| 代理      | 徐澄清 | 1989/07/01－1989/07/31 |      |
| 第2任     | 徐澄清 | 1989/08/01－1992/07/31 |      |
| 代理      | 葉純甫 | 1992/08/01－1992/08/27 |      |
| 第3,4任   | 黃國恩 | 1992/08/28－1998/07/31 |      |
| 第5,6任   | 葉純甫 | 1998/08/01－2003/01/31 |      |
| 代理      | 楊友任 | 2003/02/01－2003/07/31 |      |
| 第7,8任   | 陳志鴻 | 2003/08/01－2009/07/31 |      |
| 第9,10任  | 林炳文 | 2009/08/01－2012/11/05 | 病逝 |
| 代理      | 楊俊佑 | 2012/11/06－2013/07/31 |      |
| 第11,12任 | 楊俊佑 | 2013/08/01－2019/07/31 |      |
| 第13任    | 沈孟儒 | 2019/08/01－2022/07/31 |      |
| 代理      | 李經維 | 2022/08/01-2023/04/30  |      |
| 第14任    | 李經維 | 2023/05/01-            |      |

## 爭議事件

### 成大開刀房案
2018年9月28日上午8時45分擔任體外循環師的林光宇的主管成大醫院心臟血管外科主任羅傳堯告知他，因影響團隊工作氣氛及士氣，要林光宇在2018年10月7日前將辦公座位辦移到原放置儀器之庫房和要他趕快離職。林光宇認為此事為平日經常刁難他的體外循環師女組長陳彩鳳所安排，於是衝入準備動手術的開刀房內尋仇，林光宇一進入即反手持刀，當著胡祐寧醫師、一名麻醉師、呂姓體外循環技術師、尚未麻醉的病患面前，朝組長陳彩鳳的胸、腹猛刺，在旁的胡祐寧醫師出面搶刀，阻止林光宇繼續行兇而手部受傷，整個過程約一分鐘。
林光宇刺傷陳彩鳳後即快速離去，先回辦公室放回行兇的蝴蝶刀、更換服裝並在臉書發表「終結霸凌」一文，內容為陳綵鳳與廖佳玲（成大醫院放射科醫生為被告休假《107年6月11日加班補休》之職務代理人）的Line對話翻拍照，裡頭陳彩鳳提到「...主任說以後他休假不許任何人當他的職代..」，隨後到附近的第五分局開元派出所投案。
事件發生後成大醫院發佈聲明，澄清無職場霸凌或排班刁難，且指出林光宇在團隊內因為個性關係人緣並不好。台灣護師醫療產業工會隨即發文指出林光宇曾因代班問題遭同事辱罵，工會理事長陳玉鳳也提出一份林光宇與上司因休假問題遭訓斥的錄音檔。此外林光宇的學妹、空手道教練也以實際接觸經驗公開發言反駁，並質疑哪個被職場霸凌者會被認為人緣好，做錯了事應該受到相應的處罰，批評院方不應該跟著潑糞。
2019年3月13日臺南地方法院認為陳彩鳳7處傷口，1處些許傷及肺臟、6處均未傷及臟器，是以傷勢觀之，難認被告出手之力道有使告訴人喪失生命之意；林光宇平日練習合氣道等武術，擁有柔道黑帶2段和空手道黑帶，其手部力道應較一般人強勁有力，陳彩鳳是在毫無警覺、防備之情形下，突然遭受被告持刀攻擊，可得知被告並非施以全力攻擊告訴人，而於攻擊力道是有所控制、節制的，從而認定林光宇應無殺人之犯意。構成醫療法106條第3項對醫療人員施暴、刑法277條第一項傷害罪，且由於林光宇犯罪後即自行前往警局自首，並於偵、審中均坦認本件犯行，犯後態度尚佳，依刑法62條自首減刑後判決有期徒刑1年。
2019年5月22日，公務人員懲戒委員會審酌林光宇在單位內長期受排擠、因單位未排法定職務代理人，造成其事實上有假不能休之窘境，行為前已因壓力過大至精神科就診，依公務員懲戒法懲戒休職6個月。
2019年8月20日，監察院以心臟血管外科未依規定將職場暴力事件通知相關單位、羅姓主任處理同事間衝突方式讓事態更為惡化之疏失，糾正成大醫院。

## 外部連結
- 官方网站
- 國立成功大學醫學院附設醫院的Facebook專頁
- 林裕洋. . CIO IT經理人. 2013年11月  [2020-06-14]. （原始内容存档于2013-11-29） （中文（臺灣））.
- . 工商時報. 2015年4月18日  [2020年6月25日]. （原始内容存档于2020年6月25日） （中文（臺灣））.
- 王俊忠. . 自由. 2018年4月18日  [2020年6月25日]. （原始内容存档于2020年6月25日） （中文（臺灣））.
- 李雅雯. . 自由. 2018年4月19日  [2020年6月25日]. （原始内容存档于2020年6月27日） （中文（臺灣））.
- 林曉雲; 王俊忠. . 自由. 2018年6月25日 （中文（臺灣））.
- 曹婷婷. . 中時. 2018年8月4日  [2020年6月25日]. （原始内容存档于2020年6月25日） （中文（臺灣））.
- 吳亮儀. . 自由. 2019年1月2日 （中文（臺灣））.
- 張榮祥、陳俊碩. . 中央社. 2019年3月13日  [2020年6月25日]. （原始内容存档于2020年6月27日） （中文（臺灣））.
- 曹婷婷. . 中時. 2019年3月22日  [2020年6月25日]. （原始内容存档于2020年11月24日） （中文（臺灣））.
- 修瑞瑩. . 聯合. 2019年8月1日  [2020年6月25日]. （原始内容存档于2020年6月25日） （中文（臺灣））.
- 張榮祥; 黃世雅. . 中央社. 2019年10月2日  [2020年6月25日]. （原始内容存档于2020年6月28日） （中文（臺灣））.
- 李珣瑛. . 經濟日報. 2019年10月7日  [2020年6月25日]. （原始内容存档于2020年6月26日） （中文（臺灣））.
- 王姝琇. . 自由. 2020年1月24日  [2020年6月25日]. （原始内容存档于2020年6月26日） （中文（臺灣））.
- 張榮祥、孫承武. . 中央社. 2020年4月1日  [2020年6月25日]. （原始内容存档于2020年6月27日） （中文（臺灣））.
- 張傑. . 經濟日報. 2020年4月22日  [2020年6月25日]. （原始内容存档于2020年6月27日） （中文（臺灣））.
- 陳聖璋. . 今日. 2020年4月28日  [2020年5月30日]. （原始内容存档于2021年5月14日） （中文（臺灣））.
- 黃博郎. . 新頭殼. 2020年4月28日  [2020-05-30]. （原始内容存档于2020-05-05） （中文（臺灣））.
- 林芷湲. . 新頭殼. 2020年5月4日  [2020-05-30]. （原始内容存档于2020-11-27） （中文（臺灣））.
- 修瑞瑩. . 聯合. 2020年5月26日  [2020年6月25日]. （原始内容存档于2020年6月27日） （中文（臺灣））.
- 陳鈞凱. . 匯流新聞. 2020年6月19日  [2020年6月25日]. （原始内容存档于2020年12月18日） （中文（臺灣））.